# DNA (álbum de Wanessa Camargo)
DNA é o título do sétimo álbum de estúdio da cantora brasileira Wanessa Camargo, lançado em 28 de julho de 2011 pela Sony Music. O álbum é totalmente influenciado pela música eletrônica, incorporando elementos de vários outros gêneros musicais, como de funk carioca, house e dubstep. tendo como produtor único Mister Jam, que já havia trabalhado com a cantora antes.
As primeiras informações do álbum surgiram em 2010, em uma entrevista para a rádio Transamérica, revelando que o álbum seria totalmente em inglês. A gravação aconteceu a partir de março de 2011 em um estúdio em São Paulo, sendo finalizado e masterizado em Nova York, nos estúdios Sterling Sound.

## Desenvolvimento
Em 13 de novembro de 2010, Wanessa revelou em entrevista para a rádio Transamérica que seu novo álbum seria gravado no começo de 2011, com uma sonoridade dance e electropop e traria as quatro canções de seu EP: "Party Line", "Stuck On Repeat", "Falling For U" e "Worth It. Em 8 de janeiro de 2011, contrariando os comentários que lançaria um álbum internacional, Wanessa declarou em entrevista para a revista Rolling Stone Brasil que apesar de se sentir preparada, não faria isso, pois seus planos eram de se firmar no Brasil. Na mesma entrevista a cantora declarou que estaria entrando em estúdio para lançar seu álbum no final do mês de março, sendo totalmente em inglês e focando no pop e com um remix do single "Stuck On Repeat" produzido pelo DJ norte-americano Dave Audé, conhecido pelo trabalho com Ashlee Simpson, Beyoncé, Britney Spears, Jennifer Lopez e Lady Gaga..
Em 14 de março, a cantora participou do programa Combo - Fala + Joga, na PlayTV, onde revelou que o álbum teria sido adiado para junho de 2011 e frisou que seria totalmente em inglês, porém não traria somente canções electropop, tendo incluso no trabalho duas canções calmas e românticas, gênero que a consagrou em seu single de maior sucesso, "Não Resisto a Nós Dois". Em outra entrevista a cantora afirmou que seu novo álbum seria produzido pelo DJ e produtor Mister Jam, conhecido por trabalhar com a cantora nas faixas "Falling For U" e "Stuck On Repeat".
Em 17 de julho foi confirmado pelo Twitter da cantora que o álbum seria lançado dia 28 de julho de 2011, oito dias atrasado do lançamento anunciado anteriormente. Em 18 de julho é divulgada a capa e contra-capa e a tracklist oficial do álbum, trazendo 15 canções, uma a menos do previsto, sendo ela "Party Line", única faixa do EP lançado em 2010 que havia sido composta por Wanessa, que declarou que a música não combinava com a sonoridade do álbum. Contudo, outras duas composições da cantora entraram no álbum, "It's Over" e "Blind Faith".

## Singles
"Sticky Dough" foi o primeiro single do álbum, lançado em 5 de julho de 2011. A canção conta com a participação da rapper norte-americana Bam Bam, tendo o videoclipe lançado em 26 de agosto. "DNA", segundo single do disco, lançado em 24 de outubro, apresentada pela primeira vez em um programa no Canja da IG TV e na televisão durante o Show da Virada. "Get Loud!" terceiro single lançado em 26 de junho de 2012.

## Recepção da crítica
| Críticas profissionais | Críticas profissionais |
| Avaliações da crítica  | Avaliações da crítica  |
| Fonte                  | Avaliação              |
| ---------------------- | ---------------------- |
| Notas Musicais         | [ 14 ]                 |
| Que Delícia né Gente   | [ 15 ]                 |
| Território da Música   | [ 16 ]                 |
| Rolling Stone Brasil   | [ 17 ]                 |
| O Dia                  | Positiva               |

O álbum recebeu críticas profissionais bastante positivas. Mauro Ferreira, no jornal O Dia declarou que Wanessa estava encontrando sua identidade e que o álbum é: "Um som dance descaradamente pop, até mais pop do que o padrão ditado pelo francês David Guetta, mago mundial do gênero". O crítico destacou as canções "Get Loud!", "Murder", "Blow Me Away" como as melhores do álbum, faixa titulo "DNA" classificada como a mais sedutora. Já o site Território da Música (antes Canal Pop) fez críticas positivas dizendo que "Tecnicamente, o trabalho é primoroso, com produção musical grandiosa, bom repertório, arranjos coesos, gravação e mixagem impecáveis e um timaço de músicos.", conceituando o álbum como "um importante momento na trajetória de Wanessa" e dando destaque para as faixas “DNA”, “Stuck On Repeat” e “Blind Faith”. A revista Rolling Stone Brasil declarou que o álbum é "extremamente profissional", destacando as canções "Sticky Dough", "Falling for U", Worth It, "Murder" e a romântica "It's Over". A crítica ainda diz: “Ela segue em sua persona de diva dançante entrando de cabeça no pop eletrônico sacolejante, com letras em inglês e produção (a cargo do brasileiro Mister Jam) que não fica nada a dever às divas gringas como Britney Spears e Ke$ha”. concluindo dizendo que Wanessa "tem o mérito de ter se reinventado", completando chamando a cantora de extremamente profissional.

### Divulgação
A Turnê deste trabalho foi na verdade uma mutação que veio da necessidade de se adaptar o show grande da Turnê Meu Momento para casas noturnas, surgiu então a Balada Tour que com o lançamento das novas músicas originou a DNA Tour. Wanessa, grávida de seis meses, encerrou a 1ª parte da "DNA Tour" com show na boate LGBT The Week, em São Paulo no dia 29 de outubro de 2011. A previsão de retorno da turnê, com a 2ª parte, em março de 2012. Todos os shows dessa tour foram feitos em boates até a gravação do DVD que ocorreu apenas com o retorno da cantora após a gravidez e contou com uma grande estrutura, até então inédita, visto que o foco para o trabalho eram apenas as casas noturnas com estrutura reduzida.

## Desempenho comercial
O disco estreiou na 16º posição na CD - TOP 20 Semanal ABPD da Associação Brasileira dos Produtores de Discos, certificadora oficial do Brasil, na semena seguinte subiu para 11º, pegando na terceira semana sua posição mais alta 10º. O álbum teve apenas duas tiragens: AA 10000 e AB 1000, totalizando 11 mil cópias de CDs distribuídos.

## Lista de faixas
| DNA – Edição padrão |                                           |                                                                                                  |         |  |
| N.º                 | Título                                    | Compositor(es)                                                                                   | Duração |  |
| 1.                  | "DNA"                                     | Jason Gill, Robin Lennart Fredriksson, Mattias Per Larsson, Loreen                               | 3:44    |  |
| 2.                  | "Stuck on Repeat"                         | Alexandre James, Michael Jay, Andre Lindal                                                       | 3:10    |  |
| 3.                  | "Murder"                                  | Ronny Svendsen, Anne Judith Wik, Robin Jenssen, Nermin Harambasic                                | 3:36    |  |
| 4.                  | "Worth It"                                | Michael Jay, Johnny Pedersen, Mary Little                                                        | 3:08    |  |
| 5.                  | "Sticky Dough" (com part. de Bambam)      | Ronny Svendsen, Anne Judith Wik, Robin Jenssen, Nermin Harambasic                                | 3:32    |  |
| 6.                  | "Get Loud!"                               | Fabianno Almeida                                                                                 | 2:57    |  |
| 7.                  | "Falling for U" (com part. de Mister Jam) | Fabianno Almeida, Ian Duarte                                                                     | 3:42    |  |
| 8.                  | "Blow Me Away"                            | Jason Gill, Katt Rockell                                                                         | 4:21    |  |
| 9.                  | "Rescue Mission"                          | David Siegel, Michelle Marie Trumpler, Shane Stoner                                              | 3:55    |  |
| 10.                 | "Tonight Forever"                         | David Siegel, Michelle Marie Trumpler, Shane Stoner, Omar Tavarez                                | 4:03    |  |
| 11.                 | "High"                                    | Ronny Svendsen, Anne Judith Wik, Robin Jenssen, Nermin Harambasic, Bardur Haberg, Oli Jogvansson | 4:34    |  |
| 12.                 | "It's Over"                               | Wanessa, Fabianno Almeida                                                                        | 3:32    |  |
| Duração total:      | Duração total:                            | Duração total:                                                                                   | 42:14   |  |

| DNA – Faixas bônus |                                                   |                                            |         |  |
| N.º                | Título                                            | Compositor(es)                             | Duração |  |
| 13.                | "Stuck on Repeat" (EpilogueDave Audé Club Remix)  | Alexandre James, Michael Jay, Andre Lindal | 7:38    |  |
| 14.                | "Worth It" (EpilogueMister Jam Boomboxx Club Mix) | Michael Jay, Johnny Pedersen, Mary Little  | 5:54    |  |
| 15.                | "Blind Faith" (Epilogue)                          | Wanessa, Fabianno Almeida                  | 1:32    |  |
| Duração total:     | Duração total:                                    | Duração total:                             | 57:18   |  |